# Luleč
Luleč (deutsch Lultsch) ist eine Gemeinde in Tschechien. Sie liegt sechs Kilometer südwestlich von Vyškov und gehört zum Okres Vyškov. Die Gemeinde ist Teil der Mikroregion Drahanská vrchovina.

## Geographie
Luleč befindet sich am südlichen Fuße des Drahaner Berglandes am Rande der Vyškovská brázda (Wischauer Tor). Das Dorf liegt in der Talmulde des Baches Lulečský potok. Westlich erhebt sich die Liliová hora (Lilienberg, 393 m) und im Nordwesten der Nad skalou (438 m). Am Lilienberg und Nad skalou befinden sich zahlreiche aufgelassene Steinbrüche. Im Tal des Rakovec liegt gegen Westen der Teich Chobot und nordwestlich der Pístovický rybnik. Am südöstlichen Ortsrand verläuft die Bahnstrecke Brno-Přerov, die nächste Bahnstation Luleč befindet sich auf halbem Wege nach Nemojany. Zwei Kilometer südöstlich führt die Autobahn D 1 vorbei.
Nachbarorte sind Ježkovice, Rychtářov und Pařezovice im Norden, Drnovice, Kašparovský Dvůr, Nosálovice und Nouzka im Nordosten, Moravské Prusy, Zouvalka, Terešov und Dvorek im Osten, Rostěnice, Zvonovice und Lysovice im Südosten, Podbřežice und Tučapy im Süden, Nemojany und Olšany im Südwesten, Hranáč im Westen sowie Račice und Pístovice im Nordwesten.

## Geschichte

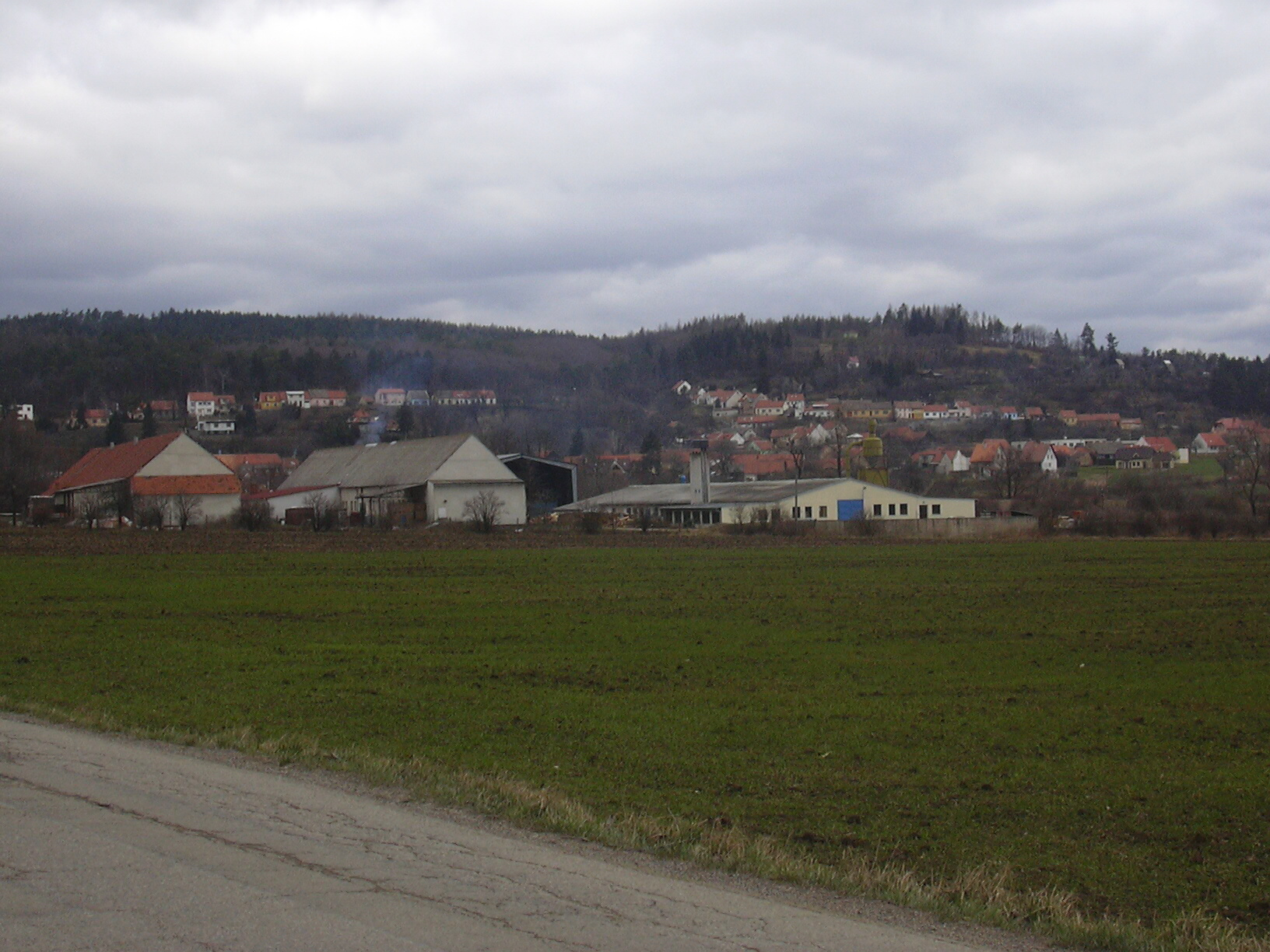
Blick von Rostěnice auf Luleč

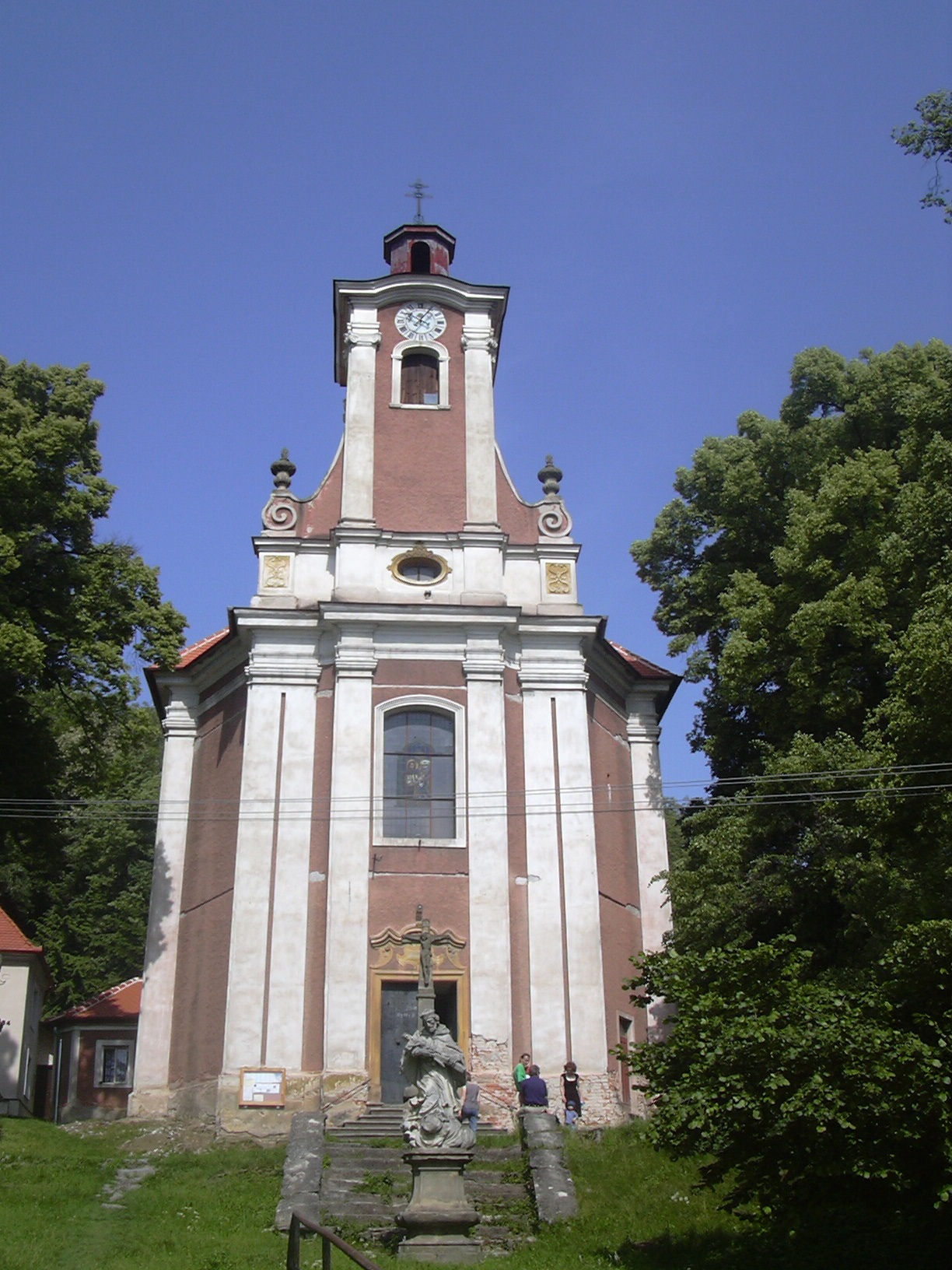
Pfarrkirche St. Isidor

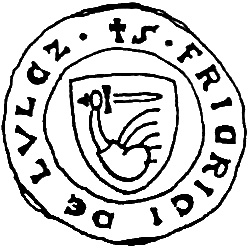
Siegel des Fridrich von Lulcz (1349)

Archäologische Funde belegen eine Besiedlung auf dem Gebiet der Gemeinde seit 8000 Jahren. Die bedeutendsten waren ein im Ortszentrum ausgegrabener Töpferofen aus der Römerzeit und ein 1992 entdeckter frühzeitlicher Grabhügel. Der Ort lag an einem alten römischen Handelsweg der von Slavkov u Brna durch das Wischauer Tor führte und bei Luleč in Richtung Ruprechtov in die Berge führte. Zum Schutz des Handelsweges befand sich auf dem Lilienberg eine Burgstätte, die während der slawischen Zeit weiter ausgebaut wurde.
Die erste schriftliche Erwähnung des Dorfes erfolgte im Jahre 1349 als Besitz des Vladiken Fridrici de Lulcz. Er überließ 1353 die Güter seinen Söhnen Lucek und Čeněk. Im Jahre 1362 wurde der Ort erstmals als Lilcz bezeichnet. Es wird angenommen, dass sich der Ortsname vom alttschechischen lilek für Lilie herleitet; demgegenüber vertrat der mährische Landesarchivar Vincenc Brandl die Ansicht, dass der Ursprung im Personennamen Lulek zu sehen sei. Der Sitz der Herren von Lulcz bzw. Lilcz war die Burg Lilcz auf dem Lilienberg. Sie ist seit 1409 schriftlich nachweisbar, bestand aber offensichtlich schon seit dem 13. Jahrhundert. Der letzte männliche Nachfahre des Geschlechts war der Ritter Div von Lilcz. Er kämpfte während der Hussitenkriege an der Seite Kaiser Sigismund gegen die Aufständischen. 1437 erbte seine Tochter Elisabeth die Burg mit dem Hof und Dorf Lilcz sowie Teilen von Tučapy als Lehn Johanns von Bucca. Zu den weiteren Besitzern gehörte Ulrich von Skal, der bereits 1415 als Vertreter des böhmischen und mährischen Adels am Konstanzer Konzil gegen Jan Hus teilgenommen hatte. 1490 verkaufte Elisabeth von Lilcz die Burg einschließlich zwei Höfen, den Dörfern Lilcz und Nemojan sowie der Mühle und zwei Huben in Tuczap an Wenzel von Ludanitz und dessen Frau Alena von Waldstein. 1522 erwarb Jan genannt Plsak von Zdenín zusammen mit Vilém von Víckov, dem Gewährsmann von Vít von Kralice, von Heinrich von Lichtenburg die Herrschaft Lilcz, im Zuge dieses Kaufgeschäftes wurde die Burg als wüst bezeichnet. Nach Jan Plsaks Tod erbte zwischen 1525 und 1527 dessen Sohn Jan Dubčanský von Zdenín die Lilczer Güter und schloss sie seiner Herrschaft Habrowan an. Dubčanský gehörte 1528 zu den Gründern der religiösen Gemeinschaft der Habrowaner Brüder (bratři habrovanští), die sich stark an den Zwinglianern und Täufern orientierte. Er holte den mährischen Buchdrucker Kaspar Aorgus nach Monte Liliorum, der hier die Schriften der Habrowaner Brüder herausgab. Seine Söhne Jan und Friedrich verkauften 1571 die Herrschaft einschließlich der Dörfer Luleč und Nemojany an Jan Bohuslav Zoubek von Zdětín. Dessen Bruder und Erbe Vilém konvertierte um 1600 zum Katholizismus. Der Ortsname Lilcz wurde im 17. Jahrhundert wieder in Lulcz gewandelt. Der 1608 verstorbene Vilém Zoubek vermachte die Herrschaften Habrovany und Zdounky testamentarisch seinem minderjährigen Sohn Jan Bohuslav. Seine älteste Tochter Helena schloss er vom Erbe aus, da diese ihren Anteil bereits durch eine Mitgift erhalten hatte. Jan Bohuslavs Vormunde Ladislav Berka von Dubá und Lipá, Jan Kavka Říčanský von Říčany und Michal von Hrádek auf Nové Zámky gestatteten dem Olmützer Jesuitenkolleg die Rekatholisierung der Herrschaft Habrovany. In beiden Herrschaften lebten im Jahre 1619 596 Untertanen; 1632 bestand die Herrschaft Habrovany aus etwa 350 Bewohnern. Nach Jan Bohuslavs baldigem Tod fiel die Herrschaft seiner unverheirateten Schwester Kateřina Alžběta zu, mit deren Tod 1640 das Geschlecht der Zoubek von Zdětín erlosch. Die Herrschaft Habrovany einschließlich des Gutes Zdounky fiel an den Jesuitenorden, der sie seinem neuen Kolleg in Kroměříž anschloss. Der Orden kompensierte die Ansprüche Jiří Vilém Dubskýs von Třebomyslice 1641 mit 10.000 Gulden für die Ansprüche seiner Mutter Helena Zoubková von Zdětín. 1645 wurde Luleč von den Schweden bei der Belagerung Brünns heimgesucht. Dabei wurden 70 Häuser des Ortes ruiniert. Im Jahre 1669 kaufte die Gemeinde die örtliche Schenke auf. Nach einem seit 1641 andauernden Streit mit dem Bistum Olmütz um den Zoll und die Maut in Luleč schlossen die Jesuiten am 18. September 1703 einen Grenzvertrag, bei dem Nemojany und Tučapy dem Patronat des Bistums Olmütz übertragen wurden. An der Kaiserstraße südlich des Dorfes befand sich eine Ausspanne, die ursprünglich den Namen Bei den Jesuiten trug und später Drei Lerchen  hieß. Zwischen 1752 und 1753 entstand die Wallfahrtskirche auf dem Lilienberg. Im Jahre 1775 bestand Luleč aus 95 Häusern, davon waren neun unbewohnt. Während der Napoleonischen Kriege besetzten 1805 vor der Schlacht bei Austerlitz die Franzosen das Dorf und erhoben ein Schutzgeld von 250 Gulden. Letztlich gaben sie sich mit hundert Gulden und dem Pferd des Pfarrers zufrieden. Eine Woche später fielen russische Kosaken in das Dorf ein. 1832 forderte eine Choleraepidemie in der Pfarre Lultsch 47 Opfer. Am 1. April 1832 und 25. Mai 1841 war das Dorf von zwei Großbränden betroffen.
Nach der Aufhebung der Patrimonialherrschaften bildete Lulč ab 1850 eine Gemeinde in der Bezirkshauptmannschaft Wischau. Bis 1860 waren Tučapy und Nemojany nach Lulč eingeschult. Zwischen 1865 und 1868 erfolgte der Bau der Eisenbahn zwischen Brünn und Prerau durch das Wischauer Tor, er führte zu einem wirtschaftlichen Aufschwung des Ortes. In der Umgebung entstanden mehrere Steinbrüche. 1874 wurde auf den Fluren von Nemojany ein Haltepunkt eingerichtet, der den Namen Lulč erhielt, weil die Initiative zu ihrer Errichtung aus Lulč gekommen war. 1889 wurde der Haltepunkt zur Bahnstation erweitert. Im selben Jahre gründete sich die Freiwillige Feuerwehr. 1886 wurde die Schule vom zweiklassigen auf dreiklassigen Unterricht erweitert. Die ehemalige Ausspannwirtschaft Drei Lerchen südlich des Dorfes wurde 1891 abgerissen. Im Jahre 1909 gründete sich eine Ortsgruppe des Sokol und 1921 eine des Orel. Auf den Gemeindefluren wurden zu Beginn des 20. Jahrhunderts vier Steinbrüche und eine Ziegelei betrieben. Seit dem 1. Jänner 1925 führt die Gemeinde den Namen Luleč. In den letzten Tagen des Zweiten Weltkrieges starben bei der Bombardierung des Bahnhofes drei Einwohner und bei der Einnahme durch die Rote Armee 54 sowjetische Soldaten. Am nördlichen Ortsrand befindet sich in einem ehemaligen Steinbruch das Naturbad U Libuše.

## Gemeindegliederung
Für die Gemeinde Luleč sind keine Ortsteile ausgewiesen.

## Sehenswürdigkeiten
- Barocke Pfarrkirche des hl. Isidor, erbaut 1739–1741 auf den Grundmauern einer dem hl. Gotthard geweihten Kapelle
- Barocke Wallfahrtskirche St. Martin mit Kreuzweg, auf dem Lilienberg östlich des Dorfes. Die zu dem Beginn des 15. Jahrhunderts entstandene gotische Kirche wurde unter Pfarrer Martin Dvořanský in den Jahren 1751 bis 1753 abgebrochen und durch einen barocken Neubau ersetzt.
- Liliová hora (Lilienberg), Aussichtspunkt über das Wischauer Tor
- Pfarrhaus, unterhalb der Isidorikirche, errichtet 1831
- Statue des hl. Johannes von Nepomuk, vor der Isidorikirche
- Steinkreuz aus dem Jahre 1771, vor der Isidorikirche
- Glockenturm aus dem Jahre 1826, auf dem Dorfplatz,
- Haus Nr. 28, historisches Bauerngehöft
- Burgstall Starý zámek, bei der Martinikirche

## Söhne und Töchter der Gemeinde
- Vavřín Travěnec (1859–1944), Bauer und Archäologe
- Jan Bedřich Krajs (1908–1978), Organist
- Marie Kovářová (1927–2023), Kunstturnerin